# Claude-Victor Perrin
 Claude-Victor Perrin (La Marche, Xampanya, 7 de desembre de 1764 — París, 1 de març de 1841) va ser un polític i militar francès de la Revolució Francesa, les Guerres de la Revolució Francesa i les Guerres Napoleòniques, amb una participació destacada a la Guerra del Francès. Va arribar a esdevenir Mariscal de França el 1807 i ministre de la guerra el 1821. Es va retirar el 1830 i va escriure unes memòries.
En 1808 Napoleó va haver de tornar a Espanya de nou amb un nombrós exèrcit per consolidar el seu domini i ordenà Victor i a François Joseph Lefebvre que bloquegessin Blake mentre ell avançava cap a Burgos, i Vuctor va derrotar finalment a Blake l'11 de novembre a la batalla d'Espinosa de los Monteros i l'emperador, que temia el rearmament austríac, va demanar-li que destruís definitivament l'Exèrcit del Centre de Francisco Javier Venegas, que fou derrotat en la batalla d'Uclés. Al març de 1809 aturà l'avanç angloespanyol sobre Madrid d'Arthur Wellesley i Gregorio de la Cuesta a la batalla de Talavera, però s'estancà en el Setge de Cadis fins al seu nomenament el 1812 per al comandament del cos en la invasió francesa de Rússia. Aquí el seu servei més important va ser protegir l'exèrcit en retirada en travessar el riu Berezina.